# Mrtvica (rijeke)
Mrtvica je stajaće ili sporo tekuće vodeno tijelo koje nastaje kao posljedica promjena u riječnim tokovima, pri čemu se dio rijeke izolira i zaraste u močvarnu stajaćicu. Najčešće nastaje zbog meandriranja rijeka, preusmjeravanja tokova ili poplava. 
Mrtvice imaju ekološki značaj jer pružaju staništa za razne vrste biljaka i životinja, iako često imaju nižu kvalitetu vode zbog stagnacije.